# Petrogale purpureicollis
Petrogale purpureicollis é uma espécie de marsupial da família Macropodidae. Endêmica da Austrália.